# Swedbank Robur
Swedbank Robur är en fondförvaltare inom Swedbank. Föregångaren Sparinvest bildades 9 oktober 1967 och var ett av de första fondbolagen i Sverige.
Swedbank Robur är en av de största kapitalförvaltarna i Norden, och förvaltar kapital åt 2,8 miljoner andelsägare.
Namnet kommer från det latinska namnet för skogsek, som är Swedbanks logotyp, "Quercus robur".